# Đại hội phê đấu

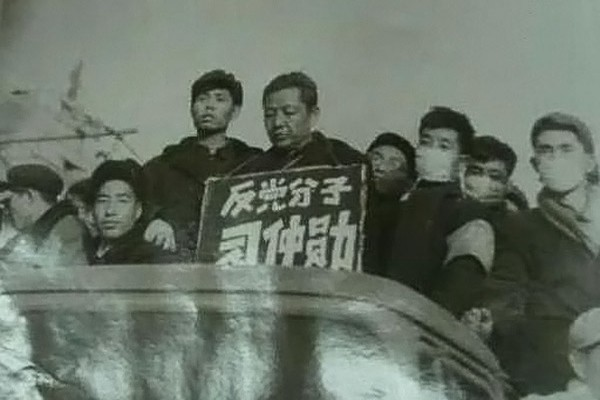
Một buổi phê đấu Tập Trọng Huân, cha của Tập Cận Bình, tại Đại học Khoa học Kỹ thuật Nông Lâm nghiệp Tây Bắc trong Cách mạng Văn hóa (tháng 9 năm 1967).

Đại hội phê đấu (tiếng Trung: 批斗大会; bính âm: Pīdòu dàhuì; Hán-Việt: Phê đấu đại hội) là những màn phê phán và đấu tố theo kiểu bạo lực ở Trung Quốc thời đại Mao Trạch Đông nhằm đưa những đối tượng bị gắn cái mác "kẻ thù giai cấp" để người thân của mình làm nhục, tố cáo, đánh đập và tra tấn công khai. Thường được tiến hành tại nơi làm việc, lớp học và khán phòng, "học sinh đọ sức với giáo viên, bạn bè và vợ/chồng bị áp lực phải phản bội lẫn nhau, [và] trẻ em bị lôi kéo để vạch mặt cha mẹ chúng". Dàn cảnh, đóng kịch và những kẻ kích động do chính đám hồng vệ binh sắp đặt trước hòng khuyến khích sự ủng hộ của đám đông. Mục đích là truyền bá tinh thần vận động kịch liệt trong đám đông dân chúng nhằm thúc đẩy cải cách tư tưởng Mao Trạch Đông. Những cuộc mít tinh này diễn ra phổ biến nhất trong các phong trào quần chúng nhân dân ngay trước và sau khi thành lập Cộng hòa Nhân dân Trung Hoa và trong thời kỳ Cách mạng Văn hóa.
Việc tố cáo những kẻ thù giai cấp nổi bật thường được tiến hành tại các quảng trường công cộng và được đánh dấu bằng đám đông người vây quanh nạn nhân đang quỳ gối, giơ nắm đấm và hét lên tố cáo những hành vi sai trái. Đại hội phê đấu phát triển từ những tư tưởng phê bình và tự phê bình tương tự ở Liên Xô từ thập niên 1920. Lúc đầu, đảng viên cộng sản Trung Quốc đã phản đối điều này, vì những buổi phê đấu mâu thuẫn với khái niệm 'giữ thể diện' của người Trung Quốc. Tuy vậy hình thức đấu tranh này đã trở nên phổ biến tại các cuộc họp của Đảng Cộng sản Trung Quốc trong thập niên 1930 do sự hưởng ứng trong công chúng.